# Louis Renault (jurist)
Louis Renault (n. 21 mai 1843, Autun, Bourgogne, Franța – d. 8 februarie 1918, Barbizon, Île-de-France, Franța) este un profesor francez de drept internațional, laureat al Premiului Nobel pentru Pace în 1907.

## Biografie
Fiu al unui librar, a absolvit Facultatea de Drept din Dijon în 1868, a devenit lector la Facultatea de Drept din Paris în 1873, apoi profesor la aceeași facultate în 1881 (catedra de drepturile omului).
Din 1890, a fost și consultant juridic la Ministerul francez al Afacerilor Externe, apoi membru al Curții Permanente de Arbitraj⁠(d) de la Haga. A fost și membru foarte activ al Institutului de Drept Internațional.
Louis Renault a fost un promotor al arbitrajului internațional. A fost membru al delegației franceze, alături de baronul d'Estournelles de Constant⁠(d) și Léon Bourgeois⁠(d) la prima și a doua⁠(d) conferință de la Haga. A fost numit doctorat honoris causa al Universității Jagiellone din Cracovia în 1900. A fost membru al Academiei de Științe Morale și Politice în 1901 și laureat al Premiului Nobel pentru Pace alături de Ernesto Teodoro Moneta în 1907.
Din 1916 până în 1918, el a condus Societatea de Ajutor pentru Răniții Militari (SSBM), care din 1940 a devenit Crucea Roșie Franceză⁠(d).
A fost căsătorit cu Juliette Thiaffait din 1873.

## Decorații

### Medalii
- Legiunea de Onoare în grad de comandor

### Distincții
- Premiul Nobel pentru Pace (1907)
- Doctor honoris causa al Universității din Leiden (1913)